# Rhantus exsoletus
Rhantus exsoletus är en skalbaggsart som först beskrevs av Forster 1771.  Rhantus exsoletus ingår i släktet Rhantus och familjen dykare. Arten är reproducerande i Sverige. Inga underarter finns listade i Catalogue of Life.

## Bildgalleri

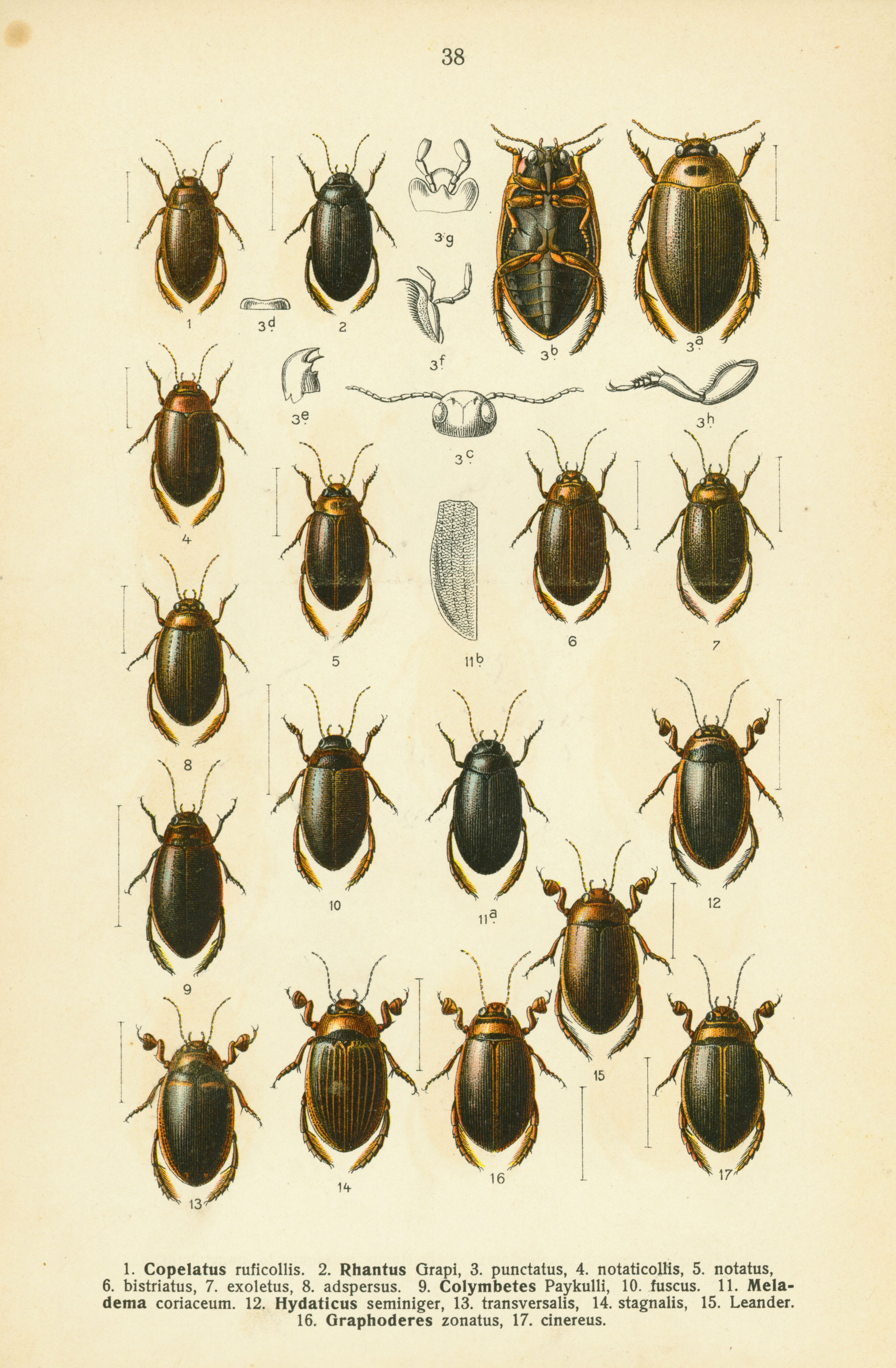
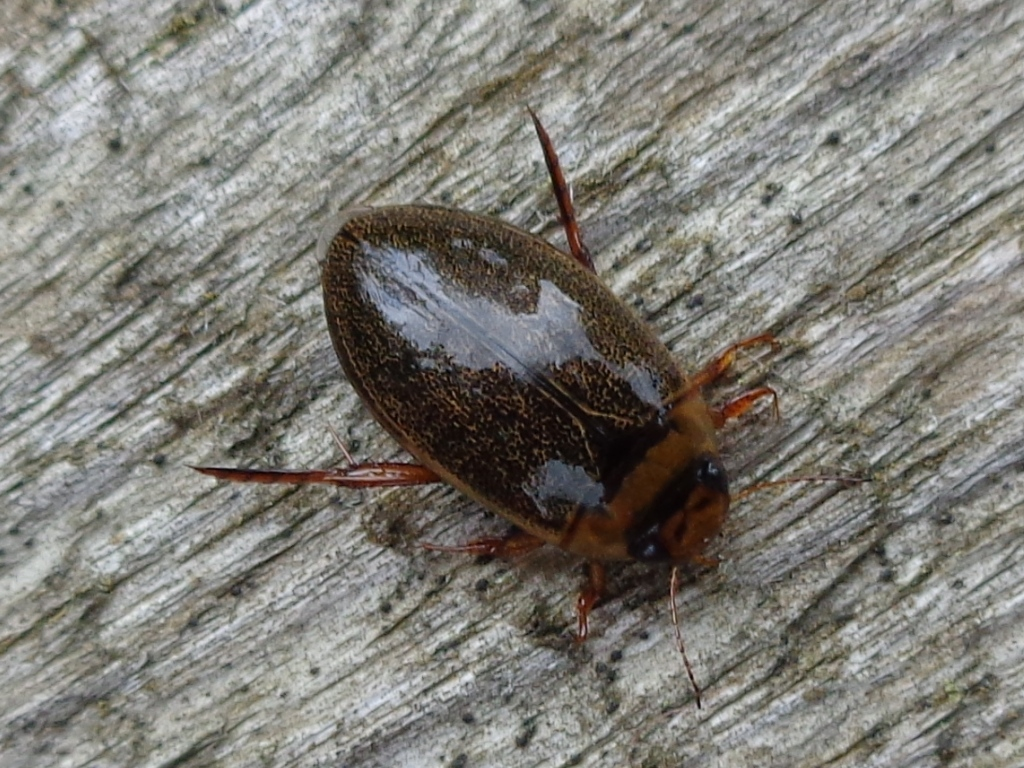